# Прусік
Прусік (пол. Prusiek) — лемківське село в Польщі, у гміні Сянік Сяноцького повіту Підкарпатського воєводства.
Населення — 822 особи (2011).

## Розташування
Лежить при державній дорозі № 28. Знаходиться за 5 км на південний захід від адміністративного центру повіту — Сяніка і за 58 км на південь від адміністративного центру воєводства — Ряшева.

## Історія
Село закріпачене 21 жовтня 1402 р. за німецьким правом під назвою Просік. До 1772 р. село належало до Сяноцької землі Руського воєводства. За податковим реєстром 1565 р. в селі було 24 кмети на 12 і 1/2 ланах з численними податками й повинностями і піп (отже, вже була церква), млин, корчма, підсадкові, загородники для постійної роботи на фільварку.
Жителі села брали активну участь у Галицькому повстанні (1846).
У 1888 р. в селі було 118 будинків і 701 мешканець (317 римо-католиків, 369 греко-католиків, 15 юдеїв).
У селі від початку ХХ сторіччя до Першої світової діяло руханкове товариство Січ.
У 1936 році село нараховувало 869 мешканців (333 римо-католики, 523 греко-католики, 13 юдеїв). Село входило до Сяніцького повіту Львівського воєводства. В селі була парафіяльна дерев’яна церква Покрови Пресвятої Богородиці, збудована в 1793 році. Належала до Сяніцького деканату Апостольської адміністрації Лемківщини. Метричні книги велися з 1835 р.
У 1939 році в селі проживало 890 мешканців, з них 520 українців, 360 поляків і 10 євреїв.
10 вересня 1939 р. село захопили німці. В середині вересня 1944 року радянські війська вогнем артилерії спалили церкву, оволоділи селом і вже через місяць почата насильна мобілізація в Червону армію, а українське населення терором спонукалося до виїзду в СРСР. Тих українців, які не виїхали, в 1947 р. під час операції «Вісла» депортовано на понімецькі землі або ув’язнено в концтаборі Явожно, а на їх місце поселили поляків.
У 1975-1998 роках село належало до Кросненського воєводства.

## Демографія
Демографічна структура станом на 31 березня 2011 року:
|          | Загалом | Допрацездатний вік | Працездатний вік | Постпрацездатний вік |
| -------- | ------- | ------------------ | ---------------- | -------------------- |
| Чоловіки | 416     | 119                | 245              | 52                   |
| Жінки    | 406     | 80                 | 236              | 90                   |
| Разом    | 822     | 199                | 481              | 142                  |